# Formostenus flavorbitalis
Formostenus flavorbitalis är en stekelart som beskrevs av Jonathan 1980. Formostenus flavorbitalis ingår i släktet Formostenus och familjen brokparasitsteklar. Inga underarter finns listade i Catalogue of Life.